# Новий Руський Сюгаїл
Новий Руський Сюгаї́л (рос. Новый Русский Сюгаил) — присілок в Можгинському районі Удмуртії, Росія. Адміністративний центр Сюгаїльського сільського поселення.
Урбаноніми:
- вулиці — Леніна, Лучна, Польова

## Населення
Населення — 384 особи (2010; 378 в 2002).
Національний склад станом на 2002 рік:
- росіяни — 51 %
- удмурти — 45 %